# 戴夫·诺里斯
戴夫·诺里斯（英語：Dave Norris，1939年12月14日—），新西兰男子田径运动员。他曾代表新西兰参加1958年、1962年、1966年、1970年和1974年英联邦运动会田径比赛，获得一枚银牌和一枚铜牌。